# Happy Street (bouwwerk)

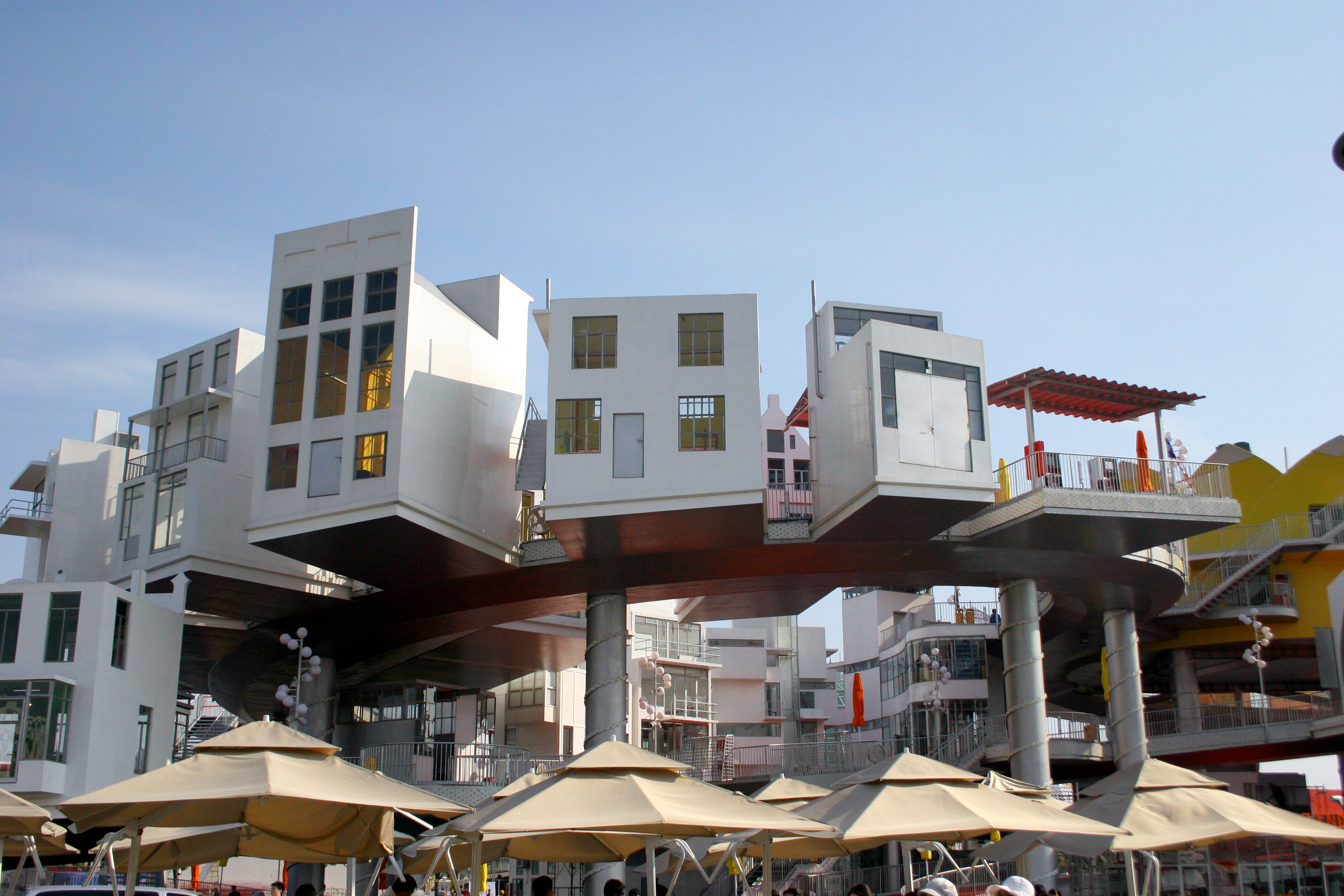
Happy Street vanaf de buitenkant

Happy Street was het Nederlandse paviljoen op Expo 2010, de wereldtentoonstelling van 2010 in de Chinese stad Shanghai.
Het bouwwerk was ontworpen door architect John Körmeling en bestond uit een 450 meter lange rode straat in de vorm van het Chinese geluksgetal 8 waarover bezoekers langs een overzicht van de Nederlandse architectuurgeschiedenis konden lopen.
Het gebouw werd in 2010 onderscheiden met de Dutch Design Award.
Het paviljoen zou na afloop van de expo afgebroken worden maar staat er sinds 2010 nog altijd.